# Amira Yahyaoui

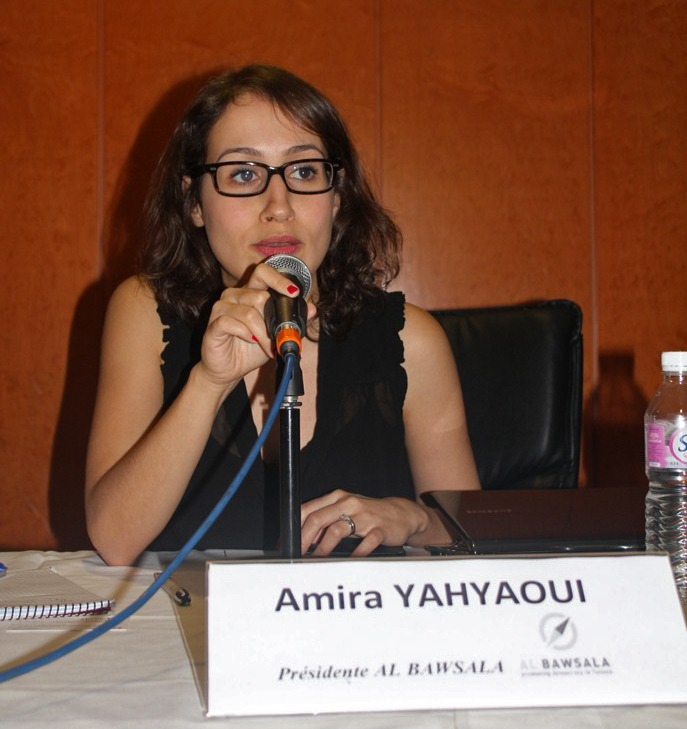
Amira Yahyaoui

Amira Yahyaoui (arabiska: أميرة اليحياوي), född 6 augusti 1984 i Ksar Hadada i södra Tunisien, är en tunisisk aktivist och grundare av den ideella organisationen Al Bawsala.
Hon kommer från en familj som engagerat sig för människorättsfrågor. Hennes far var domare, men avsattes sedan han kritiserat det tunisiska rättssystemets bristande oberoende. Hennes kusin Zouhair Yahyaoui var en känd webbaktivist som arresterades och torterades till döds 2005. Samma år greps hon själv av polisen i Tunis, och tvingades till exil i Frankrike, där hon studerade matematik samtidigt som hon fortsatte sin kamp mot regimen Ben Ali. 
När regimen föll i Jasminrevolutionen 2011 återvände hon till Tunisien och grundade organisationen Al Bawsala (”kompassen”). Organisationen bevakar de parlamentariska debatterna och utskottsarbetena i syfte att säkerställa transparens.
2014 utsågs hon till en Meredith Greenberg Yale World Fellow, och mottog samma år Prix pour la prévention des conflits de la Fondation Chirac (ung. Chiracstiftelsens pris för förhindrande av konflikt). 